# Australian Open 1998
L'Australian Open 1998 è stata la 86ª edizione dell'Australian Open e prima prova stagionale dello Slam per il 1998. Si è disputato dal 19 gennaio al 1º febbraio 1998 sui campi in cemento del Melbourne Park di Melbourne in Australia.

## Risultati

### Singolare maschile
Petr Korda ha battuto in finale  Marcelo Ríos con il punteggio di 6–2, 6–2, 6–2

### Singolare femminile
Martina Hingis ha battuto in finale  Conchita Martínez con il punteggio di 6–3, 6–3

### Doppio maschile
Jonas Björkman /  Jacco Eltingh hanno battuto in finale  Todd Woodbridge /  Mark Woodforde con il punteggio di 6–2, 5–7, 2–6, 6–4, 6–3

### Doppio femminile
Martina Hingis /  Mirjana Lučić-Baroni hanno battuto in finale  Lindsay Davenport /  Nataša Zvereva con il punteggio di 6–4, 2–6, 6–3

### Doppio misto
Venus Williams /  Justin Gimelstob hanno battuto in finale  Helena Suková /  Cyril Suk con il punteggio di 6–2, 6–1

## Junior

### Singolare ragazzi
Julien Jeanpierre ha battuto in finale  Andreas Vinciguerra con il punteggio di 4–6, 6–4, 6–3

### Singolare ragazze
Jelena Kostanić ha battuto in finale  Wynne Prakusya con il punteggio di 6–0, 7–5

### Doppio ragazzi
Jérôme Haehnel /  Julien Jeanpierre hanno battuto in finale  Mirko Pehar /  Lovro Zovko con il punteggio di 6–3, 6–3

### Doppio ragazze
Evie Dominikovic /  Alicia Molik hanno battuto in finale  Leanne Baker /  Rewa Hudson con il punteggio di 6–3, 3–6, 6–2